# Sesamia simplaria
Sesamia simplaria är en fjärilsart som beskrevs av Charles E. Rungs 1953. Sesamia simplaria ingår i släktet Sesamia och familjen nattflyn. Inga underarter finns listade i Catalogue of Life.